# Crossotus strigifrons
Crossotus strigifrons (лат.) — вид жуков-усачей рода Crossotus из подсемейства Lamiinae. Обнаружены в северо-восточной Африке (Египет, Сомали, Судан, Эфиопия) и Юго-Западной Азии (Израиль, Иордания, Йемен, Оман, Саудовская Аравия). Растение-хозяин: Acacia spp. (Mimosaceae). Период активности: март — август. Вид был впервые описан в 1886 году (под первоначальным названием Dichostates strigifrons) французским энтомологом Леоном Файрмайером (Léon Fairmaire; 1820—1906). В 1968 году включён в состав рода Crossotus.